# Фэос
Фэос (также Теос; англ. Theos; от греческого : Θεός, фэос, «Бог») — британский христианский религиозно-общественный научно-исследовательский аналитический центр, исследующий отношения между религией, политикой и обществом в современном мире. Фэос стремится влиять на общественное мнение по вопросам веры с помощью исследований, публикаций, участия в СМИ, подкастов и таких мероприятий, как дебаты и лекции. Штаб-квартира Фэоса находится в Соединённом Королевстве в Вестминстере, Лондон.
С момента своего основания организация никогда не была связана с какой-либо политической партией или христианской конфессией и придерживается экуменической позиции. Аналитический центр привержен традиционным вероучениям христианской веры и опирается на социальную и политическую мысль широкого круга богословских традиций.

## Миссия
Фэос придерживается мнения, что вера, и особенно христианство, оказывает благотворное влияние на общество, и что религиозные общины и учения имеют ценные идеи, которые могут быть полезны обществу. Основной задачей аналитического центра является публикация исследований, способствующих вдумчивому и заинтересованному общественному дискурсу, а также информирование и углубление понимания тех, кто заинтересован в формировании общественного диалога.

## История

### Ранние годы: ответ на новый атеизм, 2006—2011 гг.
Организация была запущена в ноябре 2006 года при поддержке тогдашнего архиепископа Кентерберийского Роуэна Уильямса и католического архиепископа Вестминстерского кардинала Кормака Мёрфи-О’Коннора. Первым директором центра был Пол Вулли. Аналитический центр был основан через месяц после того, как Ричард Докинз опубликовал книгу «Бог как иллюзия», в разгар движения «Новый атеизм» в Соединённом Королевстве.
Фэос считает, что религия является важной силой в общественной жизни и должна играть активную роль в общественных дебатах. Аналитический центр открыто выступал против попыток приуменьшить и приватизировать веру, и неоднократно утверждал, что христианство сыграло основополагающую роль в формировании британской и западной политической культуры. Фэос считает, что «общество может по-настоящему процветать только в том случае, если вере будет предоставлено пространство для этого».
В противовес идее о том, что политики «не занимаются Богом», первый крупный исследовательский отчёт Фэоса назывался «„Заниматься Богом“: будущее веры в публичном пространстве» опубликовано 1 ноября 2006 г. Роуэн Уильямс и кардинал Кормак Мёрфи-О’Коннор написали предисловие к отчёту, заявив, что Фэос поощряет «переоценку… важности веры для людей и общества… путем расширения общественного понимания веры и ее вклада в общественную жизнь».
Аналитический центр ищет творческих способов противостоять аргументам секуляристов и атеистов. В рамках своего проекта «Спасение Дарвина» они заказали пьесу «Дерево мистера Дарвина» у христианского драматурга Мюррея Уоттса, чтобы исследовать «вопросы Дарвина о его науке, себе, Боге и его страданиях, создавая интимный портрет этого человека, его жизни и его работы». В 2009 году аналитический центр также пожертвовал 50 фунтов стерлингов на атеистическую рекламную кампанию, считая, что это способ побудить людей задуматься над Богом.
В первые годы своего существования аналитический центр опубликовал отчёты о вере в таких разнообразных областях общественной жизни, как спорт, мультикультурализм, Рождество, и политика. Проект «Спасение Дарвина», который совпал с 200-летием со дня рождения Чарльза Дарвина, исследовал степень и характер эволюционных и неэволюционных верований в Великобритании и их предполагаемую связь с теизмом и атеизмом. Проект включал в себя эссе о дарвинизме и теизме в современной Британии, расширенное интервью с философом Мэри Миджли, и «духовную биографию» Чарльза Дарвина.

### Спокойный, рациональный и информированный голос о религии, 2011—2021 гг.
В 2011 году Элизавета Олдфилд стала директором центра. Под руководством Олдфилда Фэос стремился содействовать проведению информированных и деполяризованных бесед о вере в обществе, уделяя особое внимание на то, что люди процветают в отношениях взаимной зависимости. Центр также расширил свою сеть, сотрудничая с людьми из разных областей, включая учёных, музыкантов, актёров и авторов.
Продолжая начатый ранее поиск творческих выходов и способов рассказывать истории по-разному, аналитический центр запустил два текущих подкаста, «Священное» (Тhe Sacred) и «Читаем наше время» (Reading Our Times), которые служат платформами для обсуждения веры и текущих социальных проблем.
На этом втором этапе своей истории, некоторые из наиболее значимых отчётов аналитического центра были посвящены социальным проблемам и темам сообщества,, работе, и социальным инновациям. Отчёт «Религиозный Лондон: вера в глобальном городе», опубликованный в 2020 году, оказал значительное влияние в Великобритании на дебаты о роли религии в общественной жизни. Его выводы были опубликованы в The Guardian, BBC News, The Telegraph, The Times и The Independent.

### Проактивное видение человеческого процветания, 2022 г. до ныне
Чинэ Макдональд, писательница, телеведущая и общественный богослов, стала директором центра в январе 2022 года. До этой должности она работала журналистом и занималась сбором средств для организации Христианская помощь. Макдональд также является автором книги «Бог — не белый человек» и регулярно выступает в качестве комментатора на программ о религии и этике.
В ответ на результаты переписи населения Великобритании 2021 года, которая показала, что впервые в истории доля христиан в Великобритании упала ниже 50 %, и признавая меняющийся характер веры и убеждений в Великобритании, Фэос теперь стремится сформулировать активное видение процветания человека, основанное на многовековой христианской мудрости.
С 2022 года центр опубликовал несколько заметных работ, в том числе «Неты: кто они и во что они верят?» и «Разорванная сеть безопасности: как кризис стоимости жизни ставит под угрозу собственную последнюю линию обороны», с совместным предисловием бывшего архиепископа Кентерберийского доктора Роуэна Уильямса и бывшего премьер-министра Великобритании Гордона Брауна.

## СМИ
Фэос зарекомендовал себя в течение второго десятилетия своего существования как видный обозреватель веры и религии и регулярно фигурирует в основных средствах массовой информации. Центр писал для таких изданий, как UnHerd, The Guardian, The Economist, Financial Times, Prospect, Church Times, Christian Today, и Comment Magazine. Старший научный сотрудник Ник Спенсер вел на BBC Radio 4 серию передач под названием «Тайная история науки и религии». Кроме того, работа Фэоса широко цитировалась в The Washington Post, The Telegraph, The Times, The Spectator, BBC, и BBC 4.
Последняя книга Ника Спенсера «Магистерии: запутанные истории науки и религии», опубликованная в 2023 году, получила широкое признание в New Scientist, Prospect, Financial Times и во влиятельном еженедельном литературно-критическом журнале The Times Literary Supplement.

## Критика
Британский философ и писатель Энтон Грейлинг открыто критиковал организацию. В своей книге " Аргумент Бога: доводы против религии и в пользу гуманизма ", опубликованной в 2013 году, Грейлинг посвятил главу критике Фэоса и его исследований, утверждая, что организация была " консервативной ", и критикуя её за связь с консервативными христианскими организациями. Критика Фэоса Грейлингом является частью его более широкого аргумента в пользу отделения церкви от государства и продвижения светского гуманизма как альтернативного мировоззрения.

## Подкасты

### The Sacred

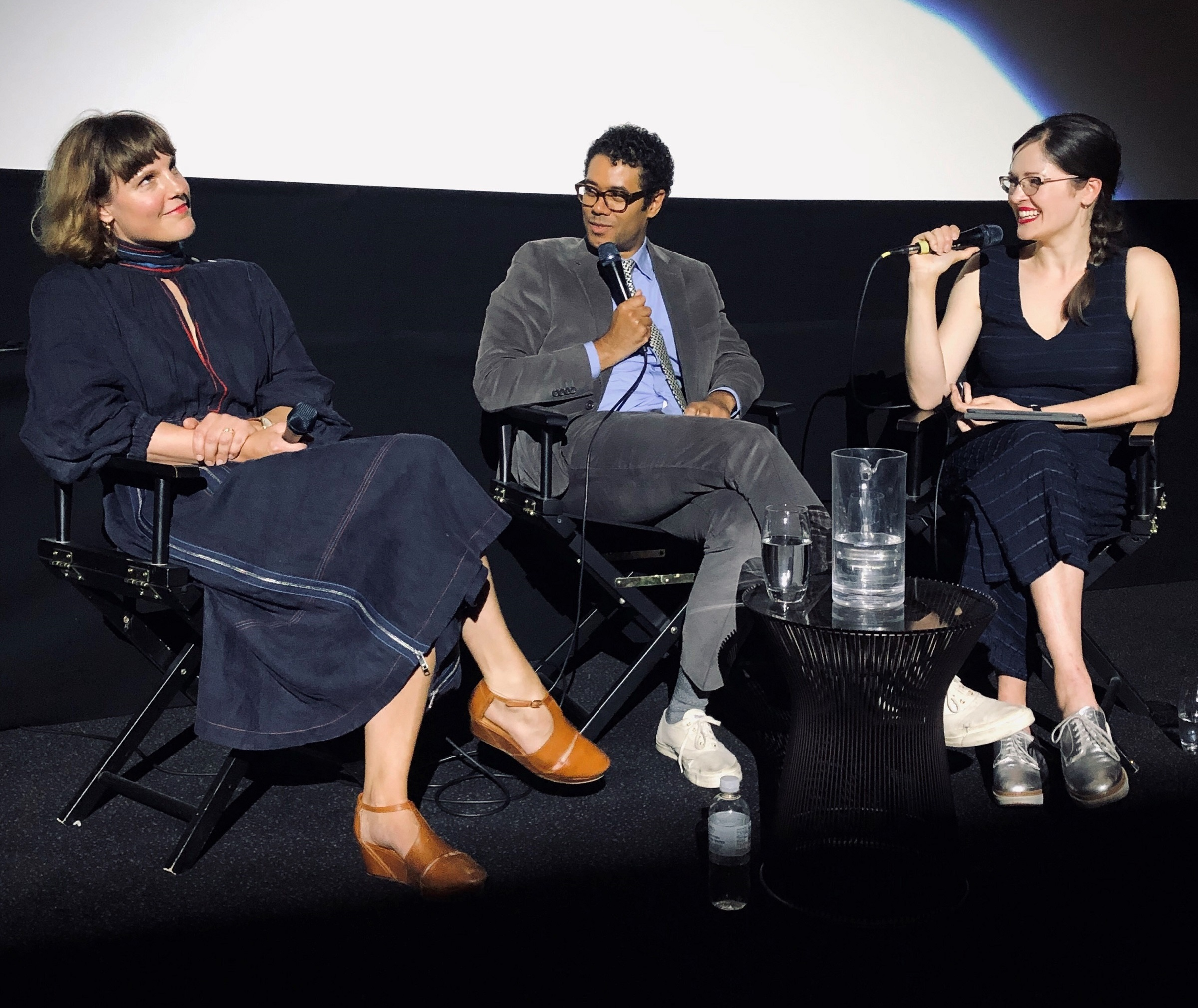
Живая запись подкаста с участием Ричарда Айоаде и Лидии Фокс, сентябрь 2019 г.

" The Sacred " (Священное) — подкаст, созданный Фэосом, ведущей которого является Элизавета Олдфилд. Подкаст исследует то, что люди считают священным в своей жизни, включая глубокие принципы или ценности гостей, по которым они должны жить. Цель подкаста — создать форум для более насыщенных и содержательных разговоров, а также способствовать пониманию, сочувствию и модели для более конструктивного общественного диалога.
Подкаст выпускает эпизоды с конца 2017 года. В нём приняли участие гости из разных слоёв общества, включая учёных, журналистов, актёров, музыкантов и политиков. Известные гости включают Джастин Уэлби, Чарльз Мур, Эш Саркар, раввин Джонатан Сакс, дама Прю Лиф, Салли Филлипс, Ричард Айоади, Ник Кейв и Рэйн Уилсон.

### Reading Our Times
" Reading Our Times " (Читаем наше время) — подкаст, созданный Фэосом, ведущей которого является Ник Спенсер. Целью подкаста является изучение времени, в котором мы живём, и изучение нас самих как людей. Подкаст стремится познакомить свою аудиторию с авторами, книгами и идеями, которые могут пролить свет на человеческую природу и современный мир.
Гости подкаста — ведущие англоязычные авторы со всего мира, которые обсуждают с Ником Спенсером широкий круг вопросов, включая меритократию, справедливость, популизм, права человека, мозг, либерализм и религию.
Известные гости, которые появлялись в подкасте в прошлом, включают Томаса Пикетти, Мэрилин Робинсон, лорда Джонатан Сампшен, Майкла Сэндел, Маргарет Макмиллан, Чарльза Тейлор, Минуш Шафик, Мартина Рис, Роуэна Уильямс, Иэна Макгилкрист, Марианна Вольф, Алана Расбриджер и Стефана Деркон.

## Выдающиеся личности

### Настоящий персонал
- Чинэ Макдональд — директор — с 2022 г. по настоящее время
- Пол Бикли — руководитель отдела политического взаимодействия — с 2006 г. по настоящее время
- Ник Спенсер — старший научный сотрудник — с 2006 г. по настоящее время
- Мадлен Пеннингтон — руководитель отдела исследований — с 2018 г. по настоящее время
- Элизавета Олдфилд — глава подкаста The Sacred / бывший директор — с 2011 г. по настоящее время
- Лиззи Харви — руководитель отдела контента и коммуникаций — с 2018 г. по настоящее время

### Бывший персонал
- Пол Вулли — бывший директор — с 2006 по 2011 год.
- Бен Райан — бывший руководитель отдела исследований — с 2014 по 2019 год.

## Ежегодные лекции

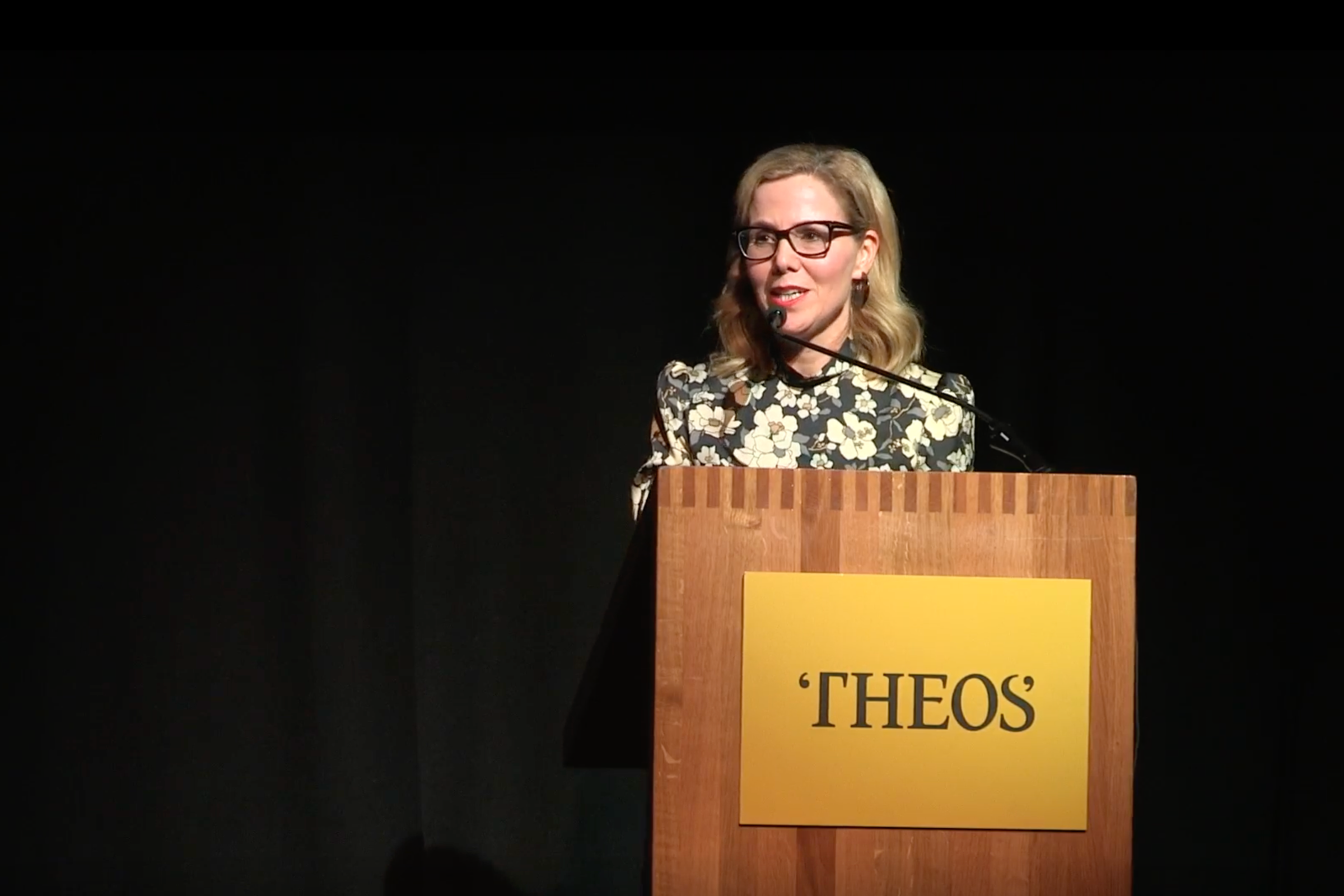
Салли Филлипс выступает с ежегодной лекцией в 2019, в King’s Place, Лондон.

С третьего года своего существования аналитический центр проводит ежегодные лекции с участием известных британских общественных деятелей в разных местах Лондона.
| Докладчик       | Тема                                                                                          | Дата и место проведения            |
| --------------- | --------------------------------------------------------------------------------------------- | ---------------------------------- |
| Том Холланд     | Гуманизм: христианская ересь                                                                  | 23.11.2022, Conway Hall            |
| Уилли Дженнингс | Переосмысление западного образования во времена расового кризиса                              | 11.10.2021 онлайн                  |
| Майкл Сэндел    | Тирания заслуг                                                                                | 09.08.2020 онлайн                  |
| Салли Филлипс   | Человеческое достоинство, разные жизни и иллюзии выбора                                       | 29.11.2019 в Kings Place           |
| Майкл Гоув      | Когда будет жатва для всего мира?                                                             | 22.11.2018, Institute of Directors |
| Тим Фаррон      | Какого типа либерального общества мы хотим?                                                   | 28.11.2017, Law Society            |
| Терри Иглтон    | Смерть Бога и война с террором                                                                | 10.05.2016, One Birdcage Walk      |
| Онора О’Нил     | Свобода религии и свобода слова                                                               | 10.19.2015 во Inner Temple         |
| Уилл Хаттон     | Насколько хорошими мы могли бы быть: мораль, экономика и будущее Великобритании               | 24.11.2014, The Stationers Hall    |
| Роуэн Уильямс   | Человек и индивидуум: человеческое достоинство, человеческие отношения и человеческие пределы | 10.01.2012, Methodist Cental Hall  |
| Ричард Даннатт  | Битва за сердца и умы: мораль и война сегодня                                                 | 11.08.2011, One Birdcage Walk      |
| Иэн Блэр        | Религия и общественный порядок                                                                | 11.16.2010, One Birdcage Walk      |
| Джонатан Сакс   | Религия в Британии двадцать первого века                                                      | 11.04.2009, Lewis Media Centre     |
| Марк Томсон     | Вера, мораль и СМИ                                                                            | 10.14.2008, Lewis Media Centre     |

## Публикации

### Книги
| Автор                | Год  | Название | Ссылка |
| -------------------- | ---- | --- | ------ |
| Nicholas Spencer     | 2023 | Magisteria: The Entangled Histories of Science and Religion | [ 42 ] |
| Madeleine Pennington | 2021 | Quakers, Christ and the Enlightenment | [ 47 ] |
| Chine McDonald       | 2021 | God Is Not a White Man: And Other Revelations | [ 25 ] |
| Simon Perfect        | 2021 | Freedom of Speech in Universities: Islam, Charities and Counter-terrorism                                                                                         | [ 48 ] |
| Nathan Mladin        | 2021 | «The question of surveillance capitalism» in The Robot Will See You Now: Artificial Intelligence and the Christian Faith, eds. John Wyatt and Stephen N. Williams | [ 49 ] |
| Ben Ryan             | 2019 | How the West was Lost: The Decline of a Myth and the Search for New Stories                                                                                       | [ 50 ] |
| Madeleine Pennington | 2019 | The Christian Quaker: George Keith and the Keithian Controversy                                                                                                   | [ 51 ] |
| Ben Ryan             | 2018 | Fortress Britain? Ethical approaches to immigration policy for a post-Brexit Britain                                                                              | [ 52 ] |
| Theos Team           | 2017 | The Mighty and the Almighty: How Political Leaders Do God, ed. Nick Spencer                                                                                       | [ 53 ] |
| Nick Spencer         | 2017 | The Political Samaritan: How Power Hijacked a Parable | [ 54 ] |
| Nick Spencer         | 2016 | The Evolution of the West: How Christianity Shaped Our Values | [ 2 ]  |
| Nick Spencer         | 2014 | Atheists: The Origin of the Species | [ 55 ] |
| Nick Spencer         | 2009 | Darwin and God | [ 17 ] |

### Отчёты
| Название отчёта                                                                                              | Авторы                                                       | Год  |
| --- | ------------------------------------------------------------ | ---- |
| Ashes to Ashes: Beliefs, Trends, and Practices in Dying, Death, and the Afterlife                            | Marianne Rozario and Lia Shimada                             | 2023 |
| Data and Dignity: Why Privacy Matters in the Digital Age                                                     | Nathan Mladin                                                | 2023 |
| «Beauty is truth»: What’s beauty got to do with science?                                                     | Nick Spencer                                                 | 2023 |
| Science and religion: does gender matter?                                                                    | Hannah Waite                                                 | 2022 |
| The Nones: Who are they and what do they believe?                                                            | Hannah Waite                                                 | 2022 |
| A Torn Safety Net: How the cost of living crisis threatens its own last line of defence                      | Hannah Rich                                                  | 2022 |
| Briefing Paper: The promise of scientific immortality — who wants to live forever?                           | Hannah Waite and Nick Spencer                                | 2022 |
| Reflections on COP26: What Does Theology Have to Offer the Conversation Around the Climate Crisis?           | Madeleine Pennington                                         | 2022 |
| Briefing Paper: Spiritual Silicon — could robots one day have souls?                                         | Hannah Waite and Nick Spencer                                | 2022 |
| ‘Science and Religion’: Moving away from the shallow end                                                     | Nick Spencer                                                 | 2022 |
| Valuing Women: Making women visible                                                                          | Kathryn Hodges                                               | 2022 |
| Beyond Left and Right: Finding Consensus on Economic Inequality                                              | Hannah Rich                                                  | 2021 |
| Just Work: Humanising the Labour Market in a Changing World                                                  | Paul Bickley                                                 | 2021 |
| Relationships, Presence and Hope: University Chaplaincy during the COVID-19 Pandemic                         | Simon Perfect                                                | 2021 |
| The Church and Social Cohesion: Connecting Communities and Serving People                                    | Madeleine Pennington                                         | 2020 |
| Nurturing social cohesion: how-to guides for churches and policymakers                                       | Madeleine Pennington                                         | 2020 |
| Growing Good; Growth, Social Action and Discipleship in the Church of England                                | Hannah Rich                                                  | 2020 |
| Worldviews in Religious Education                                                                            | Trevor Cooling                                               | 2020 |
| Cohesive Societies: Faith and Belief                                                                         | Madeleine Pennington                                         | 2020 |
| Bridging the Gap: Economic Inequality and Church Responses in the UK                                         | Simon Perfect                                                | 2020 |
| Religious London: Faith in a Global City                                                                     | Paul Bickley and Nathan Mladin                               | 2020 |
| Growing Good: Growth, Social Action and Discipleship in the Church of England                                | Hannah Rich and Church Urban Fund                            | 2020 |
| Science and Religion: the perils of misperception                                                            | Nick Spencer                                                 | 2019 |
| Forgive Us Our Debts: lending and borrowing as if relationships matter                                       | Nathan Mladin and Barbara Ridpath                            | 2019 |
| Faith and Belief on Campus: Division and Cohesion                                                            | Simon Perfect, Kristin Aune and Ben Ryan                     | 2019 |
| Al Manaar Muslim Cultural Heritage Centre, Grenfell, and mosques in Britain today                            | Amy Plender                                                  | 2019 |
| The Future of Religious Education: Debating Reform                                                           | Simon Perfect                                                | 2018 |
| People, Place, and Purpose: Churches and Neighbourhood Resilience in the North East                          | Paul Bickley                                                 | 2018 |
| Killing in the Name of God: Addressing Religiously Inspired Violence                                         | Robin Gill                                                   | 2018 |
| Dignity at the end of life: What’s Beneath the Assisted Dying Debate?                                        | Andrew Grey                                                  | 2018 |
| After Grenfell: The Faith Groups' Response                                                                   | Amy Plender                                                  | 2018 |
| That they all may be one: Insights into Churches Together in England and contemporary ecumenism              | Nathan Mladin, Rachel Fidler and Ben Ryan                    | 2017 |
| Religion in Public Life: Levelling the Ground                                                                | Grace Davie                                                  | 2017 |
| Mapping Chaplaincy in Norfolk                                                                                | Theos Team                                                   | 2017 |
| Mapping Chaplaincy in Cornwall                                                                               | Theos Team                                                   | 2017 |
| Doing Good Better: The Case for Faith-Based Social Innovation                                                | Paul Bickley                                                 | 2017 |
| Christianity and Mental Health: Theology, Activities, Potential                                              | Ben Ryan                                                     | 2017 |
| Action of Churches Together in Scotland: A Review                                                            | Amy Plender and Nathan Mladin                                | 2017 |
| Religion and Well-being: Assessing the Evidence                                                              | Nick Spencer, Clare Purtill, Gillian Madden and Joseph Ewing | 2016 |
| Passing on Faith                                                                                             | Olwyn Mark                                                   | 2016 |
| Keeping the Faith: A Guide for Faith-Based Organisations                                                     | Theos Team and Centre for Community and Theology             | 2016 |
| Christian Funders and Grant Making: An Analysis                                                              | Ben Ryan                                                     | 2016 |
| Doing Good: A Future for Christianity in the 21st Century                                                    | Nick Spencer                                                 | 2016 |
| Catholic Social Thought and Catholic Charities in Britain Today: Need and Opportunity                        | Ben Ryan                                                     | 2016 |
| A soul for the union                                                                                         | Ben Ryan                                                     | 2016 |
| Who Wants a Christian Coronation?                                                                            | Nick Spencer                                                 | 2015 |
| The Problem of Proselytism                                                                                   | Paul Bickley                                                 | 2015 |
| The Church and the Charter: Christianity and the forgotten roots of the Magna Carta                          | Thomas Andrew                                                | 2015 |
| A Very Modern Ministry: Chaplaincy in the UK                                                                 | Ben Ryan                                                     | 2015 |
| «Speaking Up»: Defending and Delivering Access to Justice Today                                              | Andrew Caplen and David McIlroy                              | 2015 |
| The State of Play                                                                                            | Paul Bickley                                                 | 2014 |
| The Future of Welfare: A Theos Collection                                                                    | Edited by Nick Spencer                                       | 2014 |
| Voting and Values in Britain: Does Religion Count?                                                           | Ben Clements and Nick Spencer                                | 2014 |
| The Case for Christian Humanism: Why Christians should believe in humanism, and humanists in Christianity    | Angus Ritchie and Nick Spencer                               | 2014 |
| Just Money: How Catholic Social Teaching can Redeem Capitalism                                               | Clifford Longley                                             | 2014 |
| How to Think about Religious Freedom                                                                         | Nick Spencer                                                 | 2014 |
| Good neighbours: How Churches Help Communities Flourish                                                      | Paul Bickley and Church Urban Fund                           | 2014 |
| The Spirit of Things Unseen: Belief in post-religious Britain                                                | The Theos Team                                               | 2013 |
| More than an educated guess: Assessing the evidence on faith schools                                         | Elizabeth Oldfield, Liane Hartnett and Emma Bailey           | 2013 |
| Making multiculturalism work: Enabling practical action across deep difference                               | David Barclay                                                | 2013 |
| Is there a Religious Right emerging in the UK?                                                               | Andy Walton                                                  | 2013 |
| Spiritual Capital: The Present and Future of English Cathedrals                                              | Nick Spencer and Paul Bickley                                | 2012 |
| Post-religious Britain: The Faith of the Faithless                                                           | Nick Spencer and Holly Weldin                                | 2012 |
| From goodness to God: Why religion makes sense of our moral commitments                                      | Angus Ritchie                                                | 2012 |
| Give us our Ball Back: Reclaiming Sport for the Common Good                                                  | Paul Bickley and Sam Tomlin                                  | 2012 |
| The Politics of Christmas                                                                                    | Stephen R Holmes                                             | 2011 |
| Multiculturalism: a Christian Retrieval                                                                      | Jonathan Chaplin                                             | 2011 |
| Turbulent Priests? The Archbishop of Canterbury in contemporary English politics                             | Daniel Gover                                                 | 2011 |
| Counting on reform: Understanding the AV referendum                                                          | Paul Bickley and Iona Mylek                                  | 2011 |
| Doing God in Education                                                                                       | Trevor Cooling                                               | 2010 |
| Free to Believe? Religious Freedom in a Liberal Society                                                      | Roger Trigg                                                  | 2010 |
| Doubting Darwin: Creationism and evolution scepticism in Britain today                                       | Robin Pharoah, Tamara Hale and Becky Rowe                    | 2009 |
| Mapping the field: A review of the current research evidence on the impact of schools with a Christian ethos | Dr Elizabeth Green                                           | 2009 |
| Discussing Darwin: An extended interview with Mary Midgley                                                   | Theos Team                                                   | 2009 |
| The National Lottery: Is it Progressive?                                                                     | Paul Bickley                                                 | 2009 |
| Religion and Identity: Divided loyalties?                                                                    | Sean Oliver-Dee                                              | 2009 |
| Faith and Darwin: Harmony, Conflict, or Confusion?                                                           | Caroline Lawes                                               | 2009 |
| Rescuing Darwin: God and evolution in Britain today                                                          | Nick Spencer and Denis Alexander                             | 2009 |
| Talking God: The Legitimacy of Religious Public Reasoning                                                    | Jonathan Chaplin                                             | 2008 |
| Neither Private nor Privileged: The Role of Christianity in Britain Today                                    | Nick Spencer                                                 | 2008 |
| Red, White, Blue… and Brown: Citizens, Patriots and the Prime Minister                                       | Stephen Backhouse                                            | 2007 |
| Coming off the bench: The past, present and future of religious representation in the House of Lords         | Andrew Partington and Paul Bickley                           | 2007 |
| «Doing God»: A Future for Faith in the Public Square                                                         | Nick Spencer                                                 | 2006 |

## Финансирование
Фэос является проектом Британского и зарубежного библейского общества, которое обеспечивает основное финансирование. Аналитический центр не получает никакого финансирования от правительства, корпораций или религиозных конфессий, за исключением проведения консультационных исследований для них. Центр полагается на регулярные пожертвования от частных лиц, и его опубликованные исследования часто финансируются благотворительными фондами, такими как исследовательские стипендии Уильяма Лича, фонд Халли Стюарт, семейные фонды Лэнг и семейные благотворительные фонды Сейнсбери. Ежегодная лекция аналитического центра спонсируется CCLA.